# Oskar Hultkrantz
Johan Oskar Hultkrantz, (urspr. Pettersson), född 15 juli 1870 i Gamla Uppsala församling, död 13 maj 1939 i Örebro Nikolai församling, var en svensk frikyrkoman och redaktör. Han var officer i Frälsningsarmén 1890–1899 då han bland annat arbetade som sekreterare på högkvarteret, lärare på krigsskolan (officersskolan) och som medarbetare vid Stridsropets redaktion. Åren 1900–1921 var han pastor i Svenska Missionsförbundet och från 1922 redaktör för Svenska Frälsningsarméns Tidning. Hultkrantz är begravd på Norra kyrkogården i Örebro.

## Sånger
- Högre, långt högre än skyarna går

## Fotnoter
1. ↑  Uppsala domkyrkoförsamlings husförhörsländer, Fjärdingeroten Riksarkivet
2. ↑  Sveriges dödbok 1901–2013
3. ↑  "Dödsfall" Svenska Dagbladet 17 maj 1939
4. ↑  SvenskaGravar